# 李运华
李运华（1900年—1971年），男，广西贵县人，中国化工专家，曾任中国化学会创会理事，广西大学校长。